# Cantó de Vercel-Villedieu-le-Camp
El cantó de Vercel-Villedieu-le-Camp és un cantó francès del departament del Doubs, situat al districte de Pontarlier. Té 28 municipis i el cap és Vercel-Villedieu-le-Camp.

## Municipis
- Adam-lès-Vercel
- Athose
- Avoudrey
- Belmont
- Bremondans
- Chasnans
- Chaux-lès-Passavant
- Chevigney-lès-Vercel
- Courtetain-et-Salans
- Épenouse
- Épenoy
- Étalans
- Étray
- Eysson
- Fallerans
- Hautepierre-le-Châtelet
- Longechaux
- Longemaison
- Magny-Châtelard
- Nods
- Orsans
- Passonfontaine
- Rantechaux
- Valdahon
- Vanclans
- Vercel-Villedieu-le-Camp
- Vernierfontaine
- Verrières-du-Grosbois

## Història
| Data d'elecció                           | Identitat        | Partit                     | Qualitat |
| ---------------------------------------- | ---------------- | -------------------------- | -------- |
| 1945-1967                                | Henri Viennet    | PRL, després Divers droite |          |
| 1967-1979                                | Denise Viennet   | Divers droite              |          |
| 1979-2004                                | Georges Gruillot | RPR, després UMP           |          |
| 2004-                                    | Léon Bessot      | Divers gauche              |          |
| les dades anteriors no són pas conegudes |                  |                            |          |
|                                          |                  |                            |          |